# Contea di Tricarico
La Contea di Tricarico è stata una contea istituita dai Normanni nel Regno di Sicilia prima del 1143. Fu possedimento della famiglia Sanseverino dal XII al XVI secolo.

## Storia
Ebbe per capoluogo la città di Tricarico, una città nella parte nordorientale della attuale regione italiana della Basilicata e si trova sulle rive del torrente Bilioso. La prima menzione della contea finora trovata risale al novembre 1143, quando vengono nominati il conte Goffredo (GosfridusTricarici comes) e sua moglie Adelaia: nessuna altra informazione abbiamo in merito al conte Goffredo, ricordato in quel documento, o sulla sua ascendenza.
La contea di Tricarico passò alla famiglia Sanseverino durante la prima parte del regno di Guglielmo I re di Sicilia. Il "Catalogus Baronum", datato al 1168, registra "comestabularia Comitatus Tricarici ... Tricarico ... Albano ... Petragalli ... Culba ... Sancto Juliano" e "Abriola ... Montis Morconis ... Spinosa ... Armento ... Monte Murro ... Burganum ... Riviscum ... Picerno ... Gloriosa Castello ... Menzano ... Gallipolum de Montana ... Trivinea ... Ancia", insieme ai nomi dei rispettivi signori feudali, ma non nomina il conte.
Nessuna informazione è stata ancora trovata in fonti primarie riguardanti la storia della contea di Tricarico dopo gli inizi del XIII secolo, anche se fonti secondarie indicano che essa continuò a essere tenuta dai Sanseverino fino al 1606.

## La casata dei Sanseverino conti di Tricarico

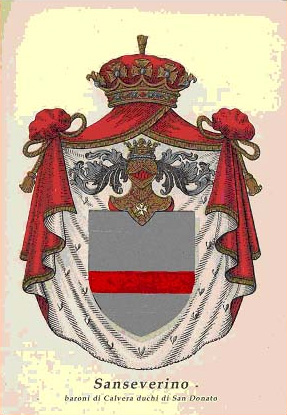
Stemma della casata dei Sanseverino

Il capostipite della casata è Ruggiero († 1189?) che acquisisce il feudo per matrimonio con Rogazia (o Rogasia), figlia di Gosfrido. Egli, nel 1160, fu tra i cospiratori contro Maione di Bari.
Segue Giacomo, che sposa, l'8 settembre 1188, Mabilia degli Annibaldi, nobile famiglia di Ceccano. A ottobre del 1194, furono assegnate altre terre dal nobile giudice Guerrisi (Ideo ipsas terras in commutationem eidem Alexandro tradidimus quas terras caro stratigoto nostro Montorii coram Guerrasio iudice fecimus assignari. Ego qui supra Guerrasius iudex. ABC, Arm. L. 37 in Ibidem, pp. 126–127). Il dominio si interrompe nel Duecento, allorquando la contea Tricarico risulta tra le donazioni di Federico II di Svevia alla moglie Bianca Lancia passate, poi, al figlio Manfredi. La contea passa poi ai de Bethsan (de Bezzano o de Bazzano). Tommaso II Sanseverino (n. 1252 circa † 25-9-1324),  sposa in seconde nozze Sveva de Bethsan, contessa di Tricarico. La discendenza dei Sanseverino è così nuovamente a capo del feudo. La numerazione dei conti della famiglia alla guida del feudo riparte da questa discendenza. Suo figlio Giacomo (†1348) è, quindi, 1º conte di Tricarico.

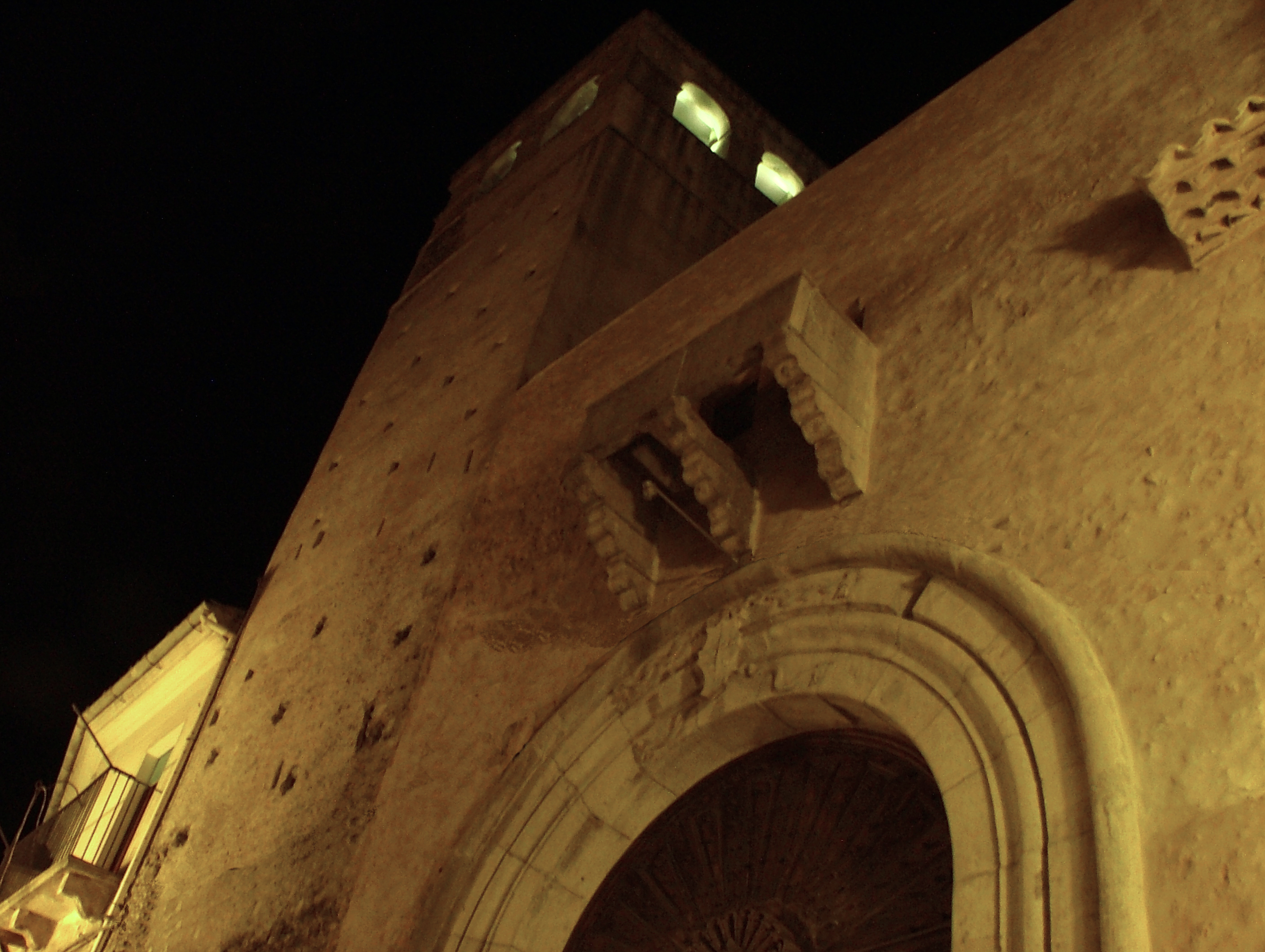
Palazzo ducale - scorcio da via Vittorio Veneto

Segue Ruggero (†1348), e poi il figlio Venceslao (†1404). Nel 1412 e per un breve periodo, il feudo viene sottratto alla famiglia Sanseverino ed infeudato a Francesco Sforza, divenuto, in seguito, duca di Milano. Torna ai Sanseverino con Ruggero II († 9 maggio 1430), figlio di Venceslao. Ai precedenti titoli si aggiungerà quello di 1º duca di San Marco. Sposa, nel 1394, Covella Ruffo di Calabria. Segue Antonio che sposa Giovannella del Balzo Orsini (detta Cella). 6º conte di Tricarico è Luca Sanseverino (†1472) che nel 1463 acquisisce il titolo di 1º principe di Bisignano. Sposa Orsolina Ruffo. Con la morte di Luca il feudo passa al figlio Geronimo (o Girolamo) (n. 1448 - †1487) che sposa Mandella Gaetani de Aragona e che verrà giustiziato per ordine di re Ferrante d'Aragona per aver capeggiato la cosiddetta congiura dei baroni. A lui si deve la costruzione, nel feudo di Tricarico, del convento di Sant'Antonio di Padova per il quale, il 27 settembre 1479, ottiene da papa Sisto IV la facoltà di erigere il complesso religioso fuori dalle mura della città. Il feudo, dopo un breve periodo regio ed un altrettanto breve periodo in cui venne concesso a Giovanni Borgia torna ai vecchi feudatari e passa, quindi, a Berardino (o Bernardino) Sanseverino († 1516?), 8º conte di Tricarico, 3º principe di Bisignano. Sposa Eleonora (o Dianora) Todeschini Piccolomini. Sale poi, alla guida della contea il figlio Pietro Antonio, 9º conte di Tricarico, 4º principe di Bisignano (†1559 Parigi). Sposa nel 1511 in prime nozze Giovanna Requenses, in seconde nozze Giulia Orsini ed in terze nozze, nel 1539, Erina (o Irina) Castriota Scanderbeg,. Decimo ed ultimo conte di Tricarico della casata dei Sanseverino è Niccolò Berardino, figlio di Pietro Antonio ed Erina Castriota Scanderbeg. Sposa Isabella Della Rovere (n. Urbino 1554 - † Napoli 1619) dalla quale ha un figlio, Francesco Teodoro, che muore di vaiolo a Napoli nel 1595. Niccolò Berardino, senza altri eredi legittimi, muore nel 1606, meno di un anno dopo la vendita all'asta della contea di Tricarico.